# معاهدة فجوة تيمور

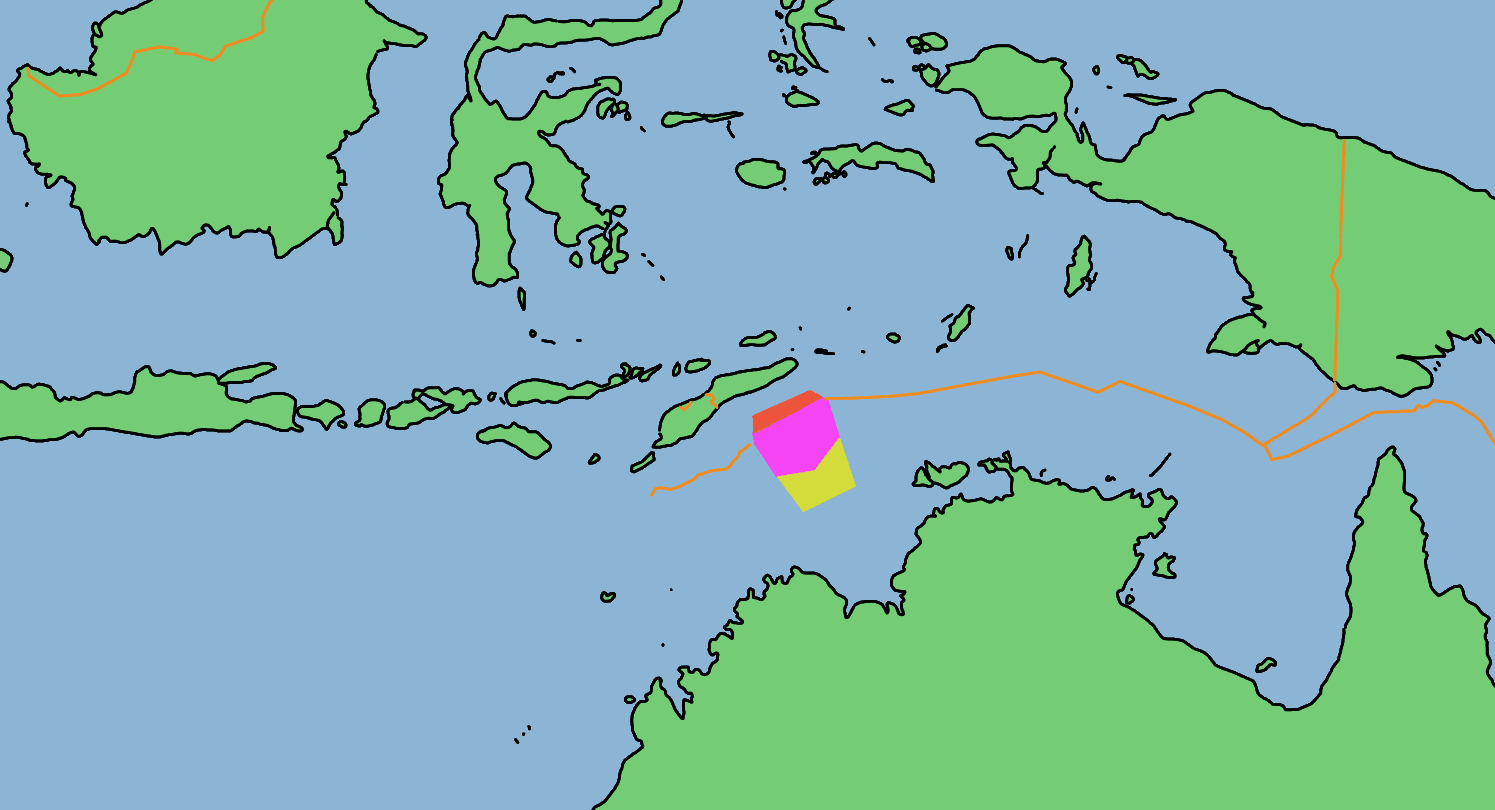

معاهدة فجوة تيمور أو المعاهدة بين أستراليا وجمهورية إندونيسيا بشأن منطقة التعاون في منطقة بين مقاطعة تيمور الشرقية الإندونيسية وشمال أستراليا. كانت معاهدة ثنائية بين حكومتي أستراليا وإندونيسيا، نصت على الاستغلال المشترك لموارد البترول والهيدروكربونات في جزء من قاع بحر تيمور. تم التوقيع على المعاهدة في 11 ديسمبر 1989 ودخلت حيز التنفيذ في 9 فبراير 1991. وكان الموقعين على المعاهدة آنذاك وزير الخارجية الأسترالي غاريث إيفانز ووزير الخارجية الإندونيسي علي العطاس.
كانت المعاهدة مركز الكثير من الجدل حيث تم التوقيع عليها خلال فترة من عدم اليقين السياسي في تيمور الشرقية. في عام 1991 طعنت البرتغال في صحة المعاهدة في محكمة العدل الدولية ولكن لم يتم رفع أي قضية بسبب عدم اختصاص المحكمة. حلت الأمم المتحدة محل إندونيسيا كطرف في المعاهدة عام 2000 بعد حصول تيمور الشرقية على الاستقلال عن إندونيسيا. في عام 2002 تم استبدال معاهدة فجوة تيمور بمعاهدة بحر تيمور بين حكومة تيمور الشرقية وحكومة أستراليا. في عام 2019 تم استبدال معاهدة بحر تيمور بالمعاهدة بين أستراليا وجمهورية تيمور - ليشتي الديمقراطية التي تحدد حدودها البحرية في بحر تيمور.

## الجغرافيا والسياق التاريخي للمعاهدة
تشير فجوة تيمور اب إلى منطقة «على شكل نعش» مساحتها 60 ألف كيلومتر مربع بين أستراليا وتيمور الشرقية. تحتوي المنطقة على العديد من احتياطيات النفط والغاز. القيمة الدقيقة للموارد الموجودة في فجوة تيمور غير معروفة، لكن يقدر أن ثلاثة من أكبر الاحتياطيات في الفجوة تحتوي على 17 مليار دولار من النفط.
لا تشير فجوة تيمور إلى أي معلم جغرافي، ولكنها بدلاً من ذلك منطقة الجرف القاري التي خضعت للمفاوضات بين إندونيسيا وأستراليا والبرتغال في أوائل السبعينيات. في عام 1971 حددت إندونيسيا وأستراليا حدودهما لقاع البحر في بحر تيمور. حاولت أستراليا التفاوض مع تيمور البرتغالية للتوصل إلى اتفاقية حدودية مماثلة، لكن هذه المفاوضات ظلت غير حاسمة عندما انسحبت البرتغال من تيمور الشرقية في عام 1975. ونتيجة لذلك حدث انقطاع في الحدود الأسترالية - الإندونيسية في المنطقة المحيطة بتيمور الشرقية. يُعرف هذا الفاصل باسم فجوة تيمور.
في 7 ديسمبر 1975 غزت القوات الإندونيسية وضمت تيمور الشرقية كمقاطعتها السابعة والعشرين. كان هذا بعد تسعة أيام من إعلان تيمور الشرقية استقلالها بعد انسحاب البرتغال من البلاد. لم تعترف الأمم المتحدة بإندونيسيا كقوة حاكمة لتيمور الشرقية وأكدت البرتغال كسلطة إدارية للأمة. رفضت أستراليا في البداية الاعتراف بالسيطرة الإندونيسية على تيمور الشرقية. في عام 1979 أعطت اعترافًا قانونيًا بالاحتلال الإندونيسي للبلاد، وبدأت المفاوضات مع إندونيسيا فيما يتعلق بإغلاق فجوة تيمور.

### الجدل حول تورط أستراليا في تيمور الشرقية
إن المدى الذي سمحت فيه أستراليا لإندونيسيا أو شجعتها عن علم على غزو تيمور الشرقية قد اجتذب منذ فترة طويلة النقاش الدولي. كانت أستراليا الدولة الغربية الوحيدة التي اعترفت بالحكم الإندونيسي. وقد جادل بعض المعلقين بأن أستراليا كانت دافعًا لدعم إندونيسيا نظرًا لاحتمال إبرام معاهدة تيمور غاب في نهاية المطاف، والتي سيكون لها فوائد مالية وموارد كبيرة، وتعزز علاقة الدولة مع إندونيسيا وموطئ قدم لها في آسيا.
رد غاريث إيفانز على هذه الانتقادات بالتأكيد على أن أستراليا لم تدعم الغزو الإندونيسي لتيمور الشرقية، لكنها لم تكن لديها سلطة لوقف الغزو الإندونيسي. وذكر أنه لا يوجد «أي شيء مهين من الناحية الأخلاقية» فيما يتعلق باعتراف أستراليا بالسيادة الإندونيسية في تيمور الشرقية لأنها لم تنكر أبدًا حق تقرير المصير لسكان تيمور الشرقية. كما جادل بأن تيمور الشرقية «لم تكن محرومة أبدًا بموجب معاهدة فجوة تيمور»، حيث كان يُقصد دائمًا أن تيمور الشرقية ستحل محل إندونيسيا في المعاهدة إذا ظهرت كدولة مستقلة.

## صياغة وتوقيع المعاهدة
اتخذت إندونيسيا وأستراليا مواقف مختلفة إلى حد كبير حول كيفية ترسيم فجوة تيمور. وقد دعم كلا الموقفين مصادر متضاربة للقانون الدولي، مما أدى إلى تعقيد عملية وضع المعاهدات.
اقترحت أستراليا تحديد الحدود وفقًا لاتفاقية الجرف القاري لعام 1958، التي تمنح السيادة لأمة على الجرف القاري وراء شواطئها. وادعت أستراليا أن حوض تيمور الصغير يمثل حافة الجرف القاري، مما يمنح الأمة السيادة على حصة كبيرة من تيمور غاب عملاً بالاتفاقية. تم تأييد هذا الموقف في قضايا الجرف القاري لبحر الشمال لعام 1969، حيث قررت محكمة العدل الدولية أن الجرف القاري للدولة هو «الامتداد الطبيعي لأرضها البرية».
استند موقف إندونيسيا إلى اتفاقية الأمم المتحدة لقانون البحار عام 1982 التي تمنح الدولة حقوقًا كاملة وحصرية على مسافة 200 ميل بحري من خط الأساس البحري الإقليمي، حتى إذا كان الجرف القاري أصغر جغرافيًا (ما لم يثبت أن الجرف القاري يتجاوز 200 ميل بحري).
وبما أن أيا من الطرفين لن يتنازل، ولا يمكن التوصل إلى اتفاق بشأن خطوط الحدود، فقد اتفق الطرفان بدلاً من ذلك على ترتيب مؤقت وفقاً للمادة 83 من اتفاقية الأمم المتحدة لقانون البحار. في عام 1985 اتفق الطرفان على "منطقة التعاون" التي ستسمح لهم بالاستغلال المشترك للموارد في فجوة تيمور. تم إضفاء الطابع الرسمي على هذا الترتيب في 11 ديسمبر 1989 عندما تم التوقيع على معاهدة فجوة تيمور من قبل وزيري الخارجية الأسترالي والإندونيسي غاريث إيفانز وعلي العطاس، خلال رحلة جوية فوق فجوة تيمور. وقد تم الإعلان عن "منطقة التعاون باعتبارها أكثر مناطق التنمية البحرية تعقيدًا وشمولًا وتعقيدًا على الإطلاق.